# Артёменко, Иван Тимофеевич
Иван Тимофеевич Артёменко (1910—1997) — советский офицер, сыгравший роль в окончании Второй мировой войны истребованием и принятием капитуляции Квантунской армии. Полковник.

## Биография
Родился в 1910 году в Ананьеве Херсонской губернии в семье Тимофея Елизаровича и Екатерины Ивановны Артеменко. Тимофей Елизарович и дед по материнской линии Иван Фёдорович Кракотица принимали участие в Русско-японской войне, отец был старшим ветеринарным фельдшером батареи, имел чин прапорщика, а дед был командиром батареи, оба были пленены и находились в плену до 1907 года. Крестным отцом матери Екатерины Ивановны был генерал-лейтенант Роман Кондратенко. В годы Гражданской войны отец был ветеринарным фельдшером в бригаде у Григория Котовского
В 1931 году был исключен из партии за отказ принимать участие в конфискации хлеба в селе.
С ноября 1932 года служил в Красной Армии. Был командиром взвода инженерной роты. В 1939 году заочно окончил Военную академию РККА имени М. В. Фрунзе и был направлен на стажировку в Монголию, где тогда шли боевые действия на реке Халхин-Гол. Отличился в боях в районе горы Баин-Цаган, выполнив задание по отстраиванию разрушенного моста под беспрерывным обстрелом японцев. 
Участвовал в Советско-финской войне 1939—1940 годов.
Великую Отечественную войну встретил в звании капитана. Будучи помощником начальника технического отдела управления 27-й отдельной железнодорожной бригады на Юго-Западном фронте, 2 августа 1941 года получил лично от командующего 26-й армией генерал-лейтенанта Ф. Я. Костенко возглавить сводную группу железнодорожных войск и удержать её силами стратегически важный Канёвский мост через Днепр до завершения выхода по нему из окружения 5-го кавалерийского корпуса и 12-й танковой бригады. В группу вошли все части, случайно оказавшиеся в районе моста: железнодорожный строительно-путейский батальон, две железнодорожные роты, маршевый стрелковый батальон и два бронепоезда. Шесть суток пехотинцы и железнодорожники с легким стрелковым вооружением держали оборону и выполнили приказ. В бою 8 августа получил 16 осколочных ран, но не долечившись, вернулся в строй.
Участник дальнейших сражений Великой Отечественной войны. В декабре 1943, руководя переправой одной из частей 52-й армии через Днепр, которая сорвалась, был разжалован командующим фронтом И. С. Коневым из полковников в рядовые. В 1944 году, однако, сумел реабилитироваться и вернуть своё прежнее звание. Был дважды ранен (один раз тяжело).
В 1945 году воевал в должности начальника отдела перевозок оперативного управления штаба 2-го Украинского фронта.
К началу советско-японской войны служил начальником отдела перевозок оперативного управления штаба Забайкальского фронта.
В 1945 году, когда уже была подписана безоговорочная капитуляция Японии, но сохранялось локальное сопротивление японских войск, Артёменко был отобран маршалом Малиновским для парламентёрской поездки в Чанчунь с целью предъявить ультиматум и принять капитуляцию Квантунской армии. В его группе было 6 офицеров и 5 рядовых и сержантов. Прибыв 19 августа самолётом в Чанчунь, Артёменко встретился с командующим Квантунской армией генералом Отодзо Ямадой и путём переговоров пытался вынудить генерала капитулировать, однако Ямада отказывался сдаться младшему по званию. Тем не менее, японский генерал согласился на капитуляцию, получив сообщение, что к Чанчуню движется армада русских бомбардировщиков, в то время как японские самолёты не могут взлететь с блокированных советскими войсками аэродромов.
В 1953 уволен в отставку, после чего всю жизнь работал начальником цеха на харьковском заводе.
Умер в 1997 году и похоронен в Малой Рогани.

## Награды
- Орден Красного Знамени (9.09.1945, приказом по Забайкальскому фронту № 010/н[5])
- Орден Кутузова 3-й степени (14.05.1945, приказом по 2-му Украинскому фронту № 0118/н[5])
- Орден Отечественной войны I степени (11.03.1985)
- Два Ордена Красной Звезды (17.01.1942, приказом по Юго-Западному фронту № 20/н[5]; 24.06.1948, за выслугу лет)
- Медаль «За боевые заслуги» (3.11.1944[5])
- Медаль «За оборону Сталинграда»[5]
- Медаль «За взятие Будапешта»
- Медаль «За освобождение Праги»
- ряд других медалей